# Яхья ибн Ибрахим
Яхья иби Ибрахим — вождь племени Лемтуны. Яхья происходил из племени гедала (также как и лемтуны входившее в конфедерацию Санхаджи). Вследствие женитьбы он переходит в племя лемтуны и в конце концов становится вождем этого племени.
В 1036 году Яхья предпринял паломничество в Мекку в сопровождении наиболее уважаемых лиц своего народа. Решив, что у них на родине дело обстоит очень плохо, как в отношении познания истинного вероучения, так и относительно исполнения религиозных обязанностей они в городе Сиджильмаса призвали к себе учителя — исламского теолога Абдуллу ибн Ясина аль Гузулия.